# Iglesia de Nuestra Señora de la Asunción (Albíztur)
La iglesia de Nuestra Señora de la Asunción o de Santa María de la Asunción es un inmueble de la localidad española de Albíztur, en la provincia de Guipúzcoa.

## Descripción
La iglesia está situada en la localidad española de Albíztur, perteneciente a la provincia de Guipúzcoa, en la comunidad autónoma del País Vasco. Aparece descrita en el Diccionario histórico-geográfico-descriptivo de los pueblos, valles, partidos, alcaldías y uniones de Guipúzcoa (1862) de Pablo de Gorosábel con las siguientes palabras:

La iglesia parroquial de esta villa es de la advocacion de Santa Maria de la Asuncion, de patronato merelego de la misma. Es templo bastante capaz, de buena fábrica, y regularmente decorada. La primitiva debió ser muy reducida y mezquina, puesto que el visitador del obispado mandó en el año de 1655 que se construyese nueva sobre los solares de la que existia. Consiguientemente se contrató la obra en el de 1659 con Juan de Zunzunegui, vecino de Tolosa en su barrio de Urquizu, bajo el plano dispuesto por Miguel de Abaria, que lo era de Beasain. Al ejecutarse la obra en el año de 1674 cayeron los tejados y parte de la nueva cantería; á cuya consecuencia se suscitaron algunas cuestiones con el constructor acerca de la responsabilidad de esta desgracia, y averiguacion por culpa de quien habia ocurrido. Resueltas ellas en sentido contrario á Zunzunegui, llegaron á concluirse las obras principales de canteria y carpiteria en el año de 1705, y continuaron en los siguientes las de los altares y decoracion del templo, segun el estado actual. Esta iglesia se halla servida por un rector y cuatro beneficiados. Con arreglo á una concordia celebrada entre el ayuntamiento y rector en 22 de junio de 1688, confirmada por el provisor del obispado de Pamplona á 17 de julio siguiente, la presentacion de la rectoria debia haberse por siete vecinos concejantes sacados en suerte. Pero este método de presentacion no está en uso, no consta por qué motivo; pues la eleccion se verifica por todos los propietarios de casas de la jurisdiccion. La provision de los beneficios se hacia antes del último concordato por el rector en las vacantes de marzo, junio, setiembre y diciembre y por el rey en los otros ocho meses. Tiene una iglesia filial ó aneja, que es la de Santa Marina de Arguisain y una ermita titulada San Gregorio. Hubo tambien un hospital fundado por Doña Gracia de Goicoechea para abrigo de peregrinos en testamento otorgadod á 22 de enero de 1587, que ya no subsiste.
(Gorosábel, 1862, p. 13)